# Irakli Zirekidse

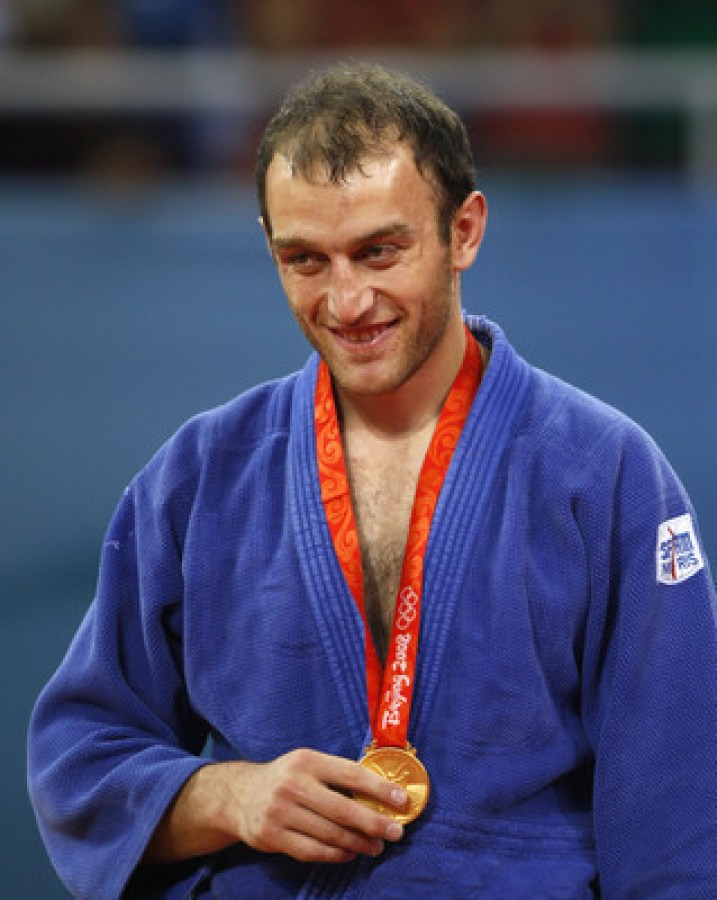
Irakli Zirekidse

Irakli Zirekidse (georgisch ირაკლი ცირეკიძე, englische Transkription: Irakli Tsirekidze; * 3. Mai 1982) ist ein georgischer Judoka und Olympiasieger im Mittelgewicht in der Kategorie bis 90 Kilogramm.
Irakli Zirekidse belegte 2005 beim Weltcup in Tiflis den zweiten Platz und gelangte beim Weltcup-Turnier in Prag als Dritter ebenfalls aufs Podest. 2006 gewann er das Weltcup-Turnier in Lissabon, bei den Mannschaftsweltmeisterschaften in Paris siegte er mit dem georgischen Team. 2007 belegte er beim Weltcup-Turnier in Tiflis den zweiten Platz und siegte kurz darauf in Warschau. Bei den Judo-Europameisterschaften 2007 in Belgrad unterlag er im Finale dem Ukrainer Walentyn Hrekow. Im September 2007 gewann er den Titel bei den Weltmeisterschaften in Rio de Janeiro, im Oktober wurde er in Minsk Mannschaftseuropameister. 2008 belegte er beim Weltcup in Tiflis den zweiten Platz und siegte in Prag. Bei den Europameisterschaften in Lissabon gewann er die Bronzemedaille. Tsirekidzes größter Erfolg war dann die Goldmedaille bei den Olympischen Spielen in Peking.
Anderthalb Monate nach den Olympischen Spielen gehörte Zirekidse in Tokio zum siegreichen Team bei den Mannschaftsweltmeisterschaften, nun allerdings bereits in seiner neuen Gewichtsklasse, dem Halbschwergewicht bis 100 Kilogramm. In der neuen Gewichtsklasse konnte er 2009 keine großen Erfolge erkämpfen, 2010 belegte er den dritten Platz beim Grand-Slam-Turnier in Paris, beim Weltcup-Turnier in Madrid siegte er. 2011 gewann er jeweils die Bronzemedaille bei den Europameisterschaften in Istanbul und den Weltmeisterschaften in Paris.